# Шадринский пивзавод
Ша́дринский пивзаво́д — предприятие пищевой промышленности в Шадринске (Курганская область). Производитель крепкой алкогольной продукции.
15 февраля 2016 года единственным участником ООО «Шадринский пивзавод» принято решение о ликвидации общества.
Шадринский пивзавод — это одно из крупнейших (к 2016 году единственное) предприятие по производству крепкой алкогольной продукции в Курганской области. В производстве используется природная шадринская вода, с глубины 120 метров. Производимая продукция неоднократно побеждала в всероссийской программе «100 лучших товаров России». 

## История
1 марта 1961 года введен в эксплуатацию «Шадринский пивзавод» мощностью 320 тыс. дал пива.
В 1983 году сварено 296 тыс. дал пива.
В 1995 году завод приватизирован как АООТ «Шадринский пивзавод», где акционеров всего двое: Чарикова Вера Владимировна (73,6%) и Администрация Шадринского района (26,4%). Вскоре производство пива прекращено, а предприятие стало выпускать вино и водку.
В 1998 году банда Станислава Черепахи решила взять под контроль «Шадринский пивзавод». Участники банды попытались убить директора Шадских, но покушение сорвалось и киллеры были задержаны милицией. Но в итоге пивоваренный завод всё же перешёл под контроль ОПГ.
20 июня 2000 года создано Открытое акционерное общество «Шадринский пивоваренный завод» (ОАО «Шадринский пивзавод») ИНН 4522005015. Руководство пивоваренного завода начало постепенно вытеснять бандитов из своего бизнеса. Генеральный директор пивзавода Константин Павлович Бочаров, 1969 года рождения, отказался платить группировке. 23 марта 2001 года Бочаров по приказу Станислава Валерьевича Черепахи был убит. В ходе расследования уголовного дела милиции удалось выйти на всех участников банды. 
19 июля 2001 года создано Общество с ограниченной ответственностью «Шадринский пивзавод» (ИНН 4522007245).
1 марта 2004 года ОАО «Шадринский пивзавод» ликвидирован по решению суда.
В августе 2011 ООО «Шадринский пивзавод» не получило лицензию, но в феврале 2012 предприятие возобновило производство. Штат сотрудников предприятия составлял 65 человек.
15 февраля 2016 года единственным участником ООО «Шадринский пивзавод» принято решение о ликвидации общества. Единственный участник — ООО «МПК».
18 апреля 2016 года Арбитражный суд Курганской области признал несостоятельным (банкротом)
ООО «Шадринский пивзавод» (ОГРН 1024501948316, ИНН 4522007245) как ликвидируемого должника. Согласно бухгалтерскому балансу по состоянию на 31.03.2016 у должника имеется дебиторская задолженность в размере 55901 тыс. руб. По данным должника кредиторская задолженность составила 169645 тыс. руб. Арбитражный суд Курганской области рассматривал дело 3 октября 2016 года, 16 февраля 2017 года и 29 июня 2017 года. Следующее судебное заседание по Делу № А34-1445/2016 назначено на 29 ноября 2017 года.

## Продукция
- Производимый ассортимент алкогольной продукции представлен: классическими водками - «Старорусская», «Экстра», «Пшеничная»; водками с добавлением натуральных компонентов - «Новый век», «Золотой женьшень», «Шадринская застольная»; сортами водок по эксклюзивной рецептуре - «Белый мед», «Шадринская жемчужина Премиум», «Шадринская жемчужина Классическая», «Шадринская жемчужина Люкс», водкой особой «Шадринская жемчужина»; натуральными настойками - полусладкая «Шадринская коньячная», - сладкие «Боровинская», «Клюквенная», «Рябина на коньяке», - горькие «Пшеничная Шадринская», "Зверобой Шадринская», «Шадринская».
- Винные напитки с добавлением натурального вина: «Рябиновый-22°», «Лимонный-22°», «Клюквенный-22°», «Портвейн», «Анапа», «Кавказ», «777».

## Руководители

### АООТ «Шадринский пивзавод»
- 1998 — Шадских

### ОАО «Шадринский пивзавод»
- 2000—23 марта 2001 — Бочаров Константин Павлович
- 25 февраля 2004 — 1 марта 2004 года — конкурсный управляющий Усков Геннадий Гавриилович

### ООО «Шадринский пивзавод»
- с 25 ноября 2009 — Бушукин Игорь Алексеевич (ликвидатор с 26 февраля 2016)